# نیو رکوردز
نیو رکوردز (انگلیسی: Naïve Records) شرکت انتشارات فرانسوی است، که در سال ۱۹۹۷ تأسیس شد.